# Гоголів (Шептицький район)
Го́голів — село в Україні, у Радехівській міській територіальній громаді Шептицького району Львівської області. Чисельність населення становить 489 осіб (2001).

## Історія
У 2017 році видавництво «Світло й Тінь» надрукувало книжку уродженця села Семена Андрущака «Гоголів крізь віки» на 350 стрінках (ISBN978-966-7594-87-9). Історико-краєзнавчий нарис містить відомості про майже 570-літню історію села, перша письмова згадка про яке датована 1451 роком. Це запис знайдений у документі Zrodla dziejove, XVIII, I, на стор. 238—252 у списку осель Белзької землі, серед яких і село Гоголів.

## Відомі особи
- Буй Микола Степанович (нар. 1996) — український футболіст.
- Коляда Володимир Андрійович (нар. 1947) — актор театру і кіно, народний артист України.